# Eloy Tarazona
Eloy Tarazona (Enciso, Colombia, 1880-Caracas, Venezuela, 1953) fue un coronel que prestó servicio como guardaespaldas del presidente venezolano Juan Vicente Gómez, no solo durante su presidencia sino también mientras regentó la hacienda familiar de los Gómez en estado Táchira. Tras la muerte del general, fue apresado con la intención de que confesara la ubicación de las riquezas que acumuló el fallecido presidente.

## Biografía
Eloy Tarazona, también apodado "Indio" Tarazona, nació en el año 1880 en la localidad rural de Enciso, en el departamento de Santander, Colombia. Otras teorías avalan que Tarazona habría nacido en el fundo La Mulera, perteneciente al padre del general, Pedro Cornelio Gómez.
Tarazona pasó a integrar el batallón Junín de la Revolución Liberal Restauradora encabezada por Cipriano Castro en 1899. Tras este alzamiento contra el presidente Ignacio Andrade, Castro se hizo con el poder que luego tomó Gómez.
En 1923 ascendió al grado de coronel y se desempeñó como guardaespaldas del presidente Gómez, además de administrar sus propiedades y negocios. Tarazona es considerado como una de las personas que más tiempo pasó cerca del general y que conoció más de su vida privada, también lo acompañó durante eventos públicos y vigilaba su habitación mientras dormía.
El coronel Tarazona fue además el primer oficial en conocer el asesinato de Juan Crisóstomo Gómez, hermano del presidente. El 15 de diciembre de 1935, el Jefe del Estado Mayor, Eleazar López Contreras, apresa a Tarazona por recomendación de Eustoquio Gómez quien presumía que el coronel planeaba un alzamiento, en la víspera del fallecimiento del presidente que ocurrió dos días después. Luego de ese episodio salió en libertad y se exilió en Colombia.
Tras su regreso a Venezuela, bajo la presidencia de Marcos Pérez Jiménez fue recluido en la Cárcel del Obispo, en Caracas. A raíz de los rumores acerca de las riquezas escondidas del expresidente Gómez, Tarazona es sometido a interrogatorios e hipnosis para que revelara su ubicación. Muere de inanición en 1953 en la misma cárcel. No se tiene conocimiento de que haya revelado el sitio en el que Gómez ocultaba el codiciado tesoro.